# Relatieplanet
Relatieplanet was een online datingsite opgericht in 2002 door Chris van Tuijl. Het was in 2005 de grootste datingsite in Nederland met meer dan 1,1 miljoen accounts en ruim 600.000 actieve profielen.
Van Tuijl verkocht Relatieplanet in 2005 aan de Telegraaf Media Groep voor een bedrag van 21 miljoen euro. Voorwaarde was dat hij vijf jaar lang niet actief mocht zijn in de datingbranche.
Van de drie grote Nederlandse datingsites was Relatieplanet in 2014 met 130.000 bezoekers de op een na meest bezochte website. De populairste website in dat jaar was Lexa met 355.000 unieke bezoekers. Telegraaf Media Groep maakte in 2014 bekend dat de groei op Relatieplanet tegenviel en dat de website gereserveerd werd voor de verkoop.
In 2019 had Relatieplanet nog 75.000 leden. Men maakte bekend per 1 juli 2021 te stoppen vanwege te grote concurrentie.